# Cédric Carrasso
Cédric Carrasso (30 de desembre de 1981) és un futbolista francès.

## Selecció de França
Va formar part de l'equip francès a la Copa del Món de 2010.